# Queen Rock Montreal
Queen Rock Montreal je páté koncertní album britské rockové hudební skupiny Queen, nahrané v listopadu roku 1981 a vydané v říjnu roku 2007.
Deska obsahuje záznam koncertu z kanadského Montréalu v rámci turné The Game Tour.

## Seznam skladeb

### Disk1
1. „Intro“ (Roger Taylor) – 1:59
2. „We Will Rock You (Fast)“ (Brian May) – 3:06
3. „Let Me Entertain You“ (Freddie Mercury) – 2:48
4. „Play the Game“ (Mercury) – 3:57
5. „Somebody to Love“ (Mercury) – 7:53
6. „Killer Queen“ (Mercury) – 1:59
7. „I’m in Love with My Car“ (Taylor) – 2:03
8. „Get Down, Make Love“ (Mercury) – 4:45
9. „Save Me“ (May) – 4:14
10. „Now I’m Here“ (May) – 5:31
11. „Dragon Attack“ (May) – 3:11
12. „Now I’m Here (Reprise)“ (May) – 1:53
13. „Love of My Life“ (Mercury) – 3:56

### Disk2
1. „Under Pressure“ (Queen, David Bowie) – 3:49
2. „Keep Yourself Alive“ (May) – 3:29
3. „Drum and Tympani Solo“ (Taylor) – 3:00
4. „Guitar Solo“ (May) – 5:11
5. „Flash“ (May) – 2:11
6. „The Hero“ (May) – 1:51
7. „Crazy Little Thing Called Love“ (Mercury) – 4:15
8. „Jailhouse Rock“ (Jerry Leiber, Mike Stoller) – 2:32
9. „Bohemian Rhapsody“ (Mercury) – 5:28
10. „Tie Your Mother Down“ (May) – 3:52
11. „Another One Bites the Dust“ (John Deacon) – 4:00
12. „Sheer Heart Attack“ (Taylor) – 3:53
13. „We Will Rock You“ (May) – 2:09
14. „We Are the Champions“ (Mercury) – 3:27
15. „God Save the Queen“ (tape; arr. May) – 1:27

## Sestava
- Freddie Mercury – zpěv, piáno, akustická kytara v „Crazy Little Thing Called Love“
- Brian May – kytara, zpěv, piáno v „Save Me“ a „Flash“, syntezátor v „Flash“
- Roger Taylor – bicí, perkuse, zpěv, sólový zpěv v „I’m In Love With My Car“ a „Another One Bites The Dust“ (chorus), syntezátor v „Intro“
- John Deacon – baskytara, zpěv